# Ёндъель
Ёндъель  (Ёндель) — река в России, протекает по Ленскому району Архангельской области. Левый приток реки Малый Уктым, бассейн Северной Двины.

## География
Река начинается на южном краю Ендельского болота около границы Архангельской области и Республики Коми. Течёт на юг, проходя отметку уреза воды 131 м, затем поворачивает на запад и впадает в Малый Уктым в 4 км от слияния последнего с рекой Лунмич, в результате чего образуется река Уктым. Длина реки составляет 17 км. Населённых пунктов на реке Ёндъель нет.

## Данные водного реестра
По данным государственного водного реестра России относится к Двинско-Печорскому бассейновому округу, водохозяйственный участок реки — Вычегда от города Сыктывкар и до устья, речной подбассейн реки — Вычегда. Речной бассейн реки — Северная Двина.
Код объекта в государственном водном реестре — 03020200212103000023405.